# البنك الزراعي السوداني
جاء البنك الزراعي السوداني كأول بنك وطني بالبلاد في عام 1957م .

## النشأة و التأسيس
تم تأسيس البنك في 17/6/1957 وباشر نشاطه الفعلي في عام 1959
```
وتطور عمل البنك منذ ذلك التاريخ وحتى الآن (نحو 57 عاماً ) حتى أصبح مؤسسة مصرفية شاملة و الهدف  الاستراتيجي منه هو النهوض بالاقتصاد القومي المعتمد على الزراعة بشقيها
```

```
النباتي والحيواني .
[
1
]
```

## الأهداف العامة
1- توفير مخزون إستراتيجي من السلع لتحقيق الأمن الغذائي من خلال جمع المعلومات وإعداد الدراسات.
2- تقديم الخدمات المصرفية الشاملة بما يساعد في تطوير القطاع الزراعي والنشاطات الأخرى بالبلاد.

## التسهيلات التي يقدمها البنك
1-مول البنك مستلزمات ومدخلات الإنتاج (الآليات الزراعية وملحقاتها),
2-يقدم البنك خدمات الأوعية التخزينية المختلفة (تخزين جميع أنواع المحاصيل).
3-يقدم البنك كل الخدمات المصرفية التقليدية والإلكترونية في مجال (الودائع الجارية والاستثمارية).
4-يتيح البنك التمويل في مجالات إنتاجية متعددة تتضمن تمويل عمليات الإنتاج الزراعي النباتي.
5-يقدم البنك كل الخدمات المصرفية التقليدية والإلكترونية في مجال (الودائع الجارية والاستثمارية.

## البنيات التحتية
يمتلك البنك بنيات تحتية أهمها :
- مركز الاستشعار عن بعد ونظم المعلومات الجغرافية GIS
- عدد 106 فرعاً و 13 مكتباً تغطي كل ولايات السودان
- مخازن إستراتيجية وريفية بكل أنحاء البلاد
- عدد خمس صوامع غلال بكل من بورتسودان والقضارف وربك
- المقر الرئيسي: ملك للبنك ويتكون من عمارة من سبعة طوابق تقع في قلب العاصمة الخرطوم